# Kâmozi
Kâmozi (Bashgali), nuristanski narod u bazenu LanDai Sin i susjednom diijelu doline Kunar u Afganistanu. Oni su poznati i pod nekim drugim nazivima. Tako ih Robertson (1896) naziva Kam, Paštunci ih nazivaju Kâmozi, kod khowara bašgal'i (od bašg'al [person from the lanDai sin Valley]'), dok sami sebe nazivaju K'om.

## Jezik
Kâmozi govore jezikom kâmv'iri, a njegovim dijalektima i plemena kSt'o, bini'o, jâmc'o i jâš'i. U selima p'âšaŋar, gâN'ür, ćün'uk, š'âŋir, šâl'ikuT, i i mâC'iamon zamijenio ga je paštunski.

## Sela
U dolini lânDâi s'in su naselja k'ombřom, âg'uru, ürm'ür, âg'âći, m'erořm, kâm'u, s'âret, p'itigal, bâźg'al, uštr'oT; u dolini kun'ař: k'uN, p'âšaŋar, gâN'ür, ćün'uk, š'âŋir, šâl'ikuT, mâC'iamon, lâm'aroT. 

## Život i običaji
Kâmozi žive od uzgoja goveda i koza na planinskim pašnjacima (So) s kojima bi tijekom zime silazioli na nizinska pasišta nazivanim sor. Od stoke dobivaju meso i druge proizvode. Naselja su u pravilu okružena navodnjavanjim poljima na kojima uzgajaju kukuruz, pšenicu, proso i duge kulture. Arborikultura je ekstenzivna, uključuje orah, dud (murva) i drugo voće.
Plemenska organizacija sastoj ise od više agnatskih skupina s patrilinearnim nasljeđem, tako da svaki agnat mora braniti zajedničku, baštinu, odnosno to su pašnjaci. Postoji i podjela na âź'o 'slobodnjake' i bâr'i koji su do uvoda islama bili robovi, a danas su podijeljeni na dvije profesionalne podkaste, jâšb'ari (drvodjeljce) i cimk'ara (kovače)